# Atheris broadleyi
Atheris broadleyi là một loài rắn trong họ Rắn lục. Loài này được Lawson miêu tả khoa học đầu tiên năm 1999.